# Campeonato Asiático de Atletismo Júnior de 1997
A 7ª edição do Campeonato Asiático de Atletismo Júnior foi o evento esportivo organizado pela Associação Asiática de Atletismo (AAA) para atletas com até 20 anos classificados como Júnior. O evento ocorreu na cidade de Banguecoque, na Tailândia, entre 4 e 7 de novembro de 1997. Foram disputadas 41 provas no campeonato sendo 22 eventos masculino e 19 feminino. Vários recorde do campeonato foram quebrados, dentre os quais os 3.000 metros feminino. 

## Medalhistas

### Masculino
| Evento                      | Ouro                         | Ouro     | Prata                                                                     | Prata    | Bronze                                                                      | Bronze   |
| --------------------------- | ---------------------------- | -------- | ------------------------------------------------------------------------- | -------- | --------------------------------------------------------------------------- | -------- |
| 100 metros                  | Gong Wei · China             | 10.36    | Jama Suleiman Yousef · Catar                                              | 10.50    | Kazuhiro Tamura · Japão                                                     | 10.51    |
| 200 metros                  | Hirofumi Nakagawa · Japão    | 20.88    | Jama Suleiman Yousef · Catar                                              | 21.03    | Kazuhiro Tamura · Japão                                                     | 21.06    |
| 400 metros                  | Kim Jae-Da Coreia do Sul     | 46.45    | Hamdan Al-Bishi · Arábia Saudita                                          | 46.53    | Takahiko Yamamura · Japão                                                   | 47.21    |
| 800 metros                  | Park Ho-Min Coreia do Sul    | 1:51.03  | Mohamed Osman · Arábia Saudita                                            | 1:51.45  | Narong Nilploy · Tailândia                                                  | 1:51.69  |
| 1.500 metros                | Park Ho-Min Coreia do Sul    | 3:49.53  | Chen Fuchun · China                                                       | 3:49.63  | Kiyoharo Sato · Japão                                                       | 3:50.28  |
| 5.000 metros                | Zhang Xinkai · China         | 14:28.78 | Sun Wenyong · China                                                       | 14:29.66 | Koji Kimura · Japão                                                         | 14:29.71 |
| 10.000 metros               | Koji Kimura · Japão          | 30:03.67 | Koji Watanabe · Japão                                                     | 30:24.80 | Ferry Junaedi · Indonésia                                                   | 30:35.15 |
| 110 metros com barreiras    | Cao Jing · China             | 13.97 w  | Liu Xingquan · China                                                      | 14.28 w  | Yusuke Sugiyama · Japão                                                     | 14.35 w  |
| 400 metros com barreiras    | Lu Xiaobing · China          | 51.66    | Lin Chin-Fu · Taipé Chinesa                                               | 51.89    | Akihiro Yoshioka · Japão                                                    | 52.11    |
| 3.000 metros com obstáculos | Sun Wenli · China            | 9:00.76  | Jassim Mohamed · Emirados Árabes Unidos                                   | 9:01.95  | Arun D'Souza · Índia                                                        | 9:04.33  |
| Revezamento 4 x 100 metros  | Japão                        | 39.72    | Catar                                                                     | 40.50    | Tailândia                                                                   | 40.60    |
| Revezamento 4 x 400 metros  | Japão                        | 3:07.99  | Tailândia · Jirachai Linglom · C. Mouwdecam · P. Sungnoi · Narong Nilploy | 3:08.29  | Taipé Chinesa · Yang Teng-Kai · Lin Chin-Fu · Chang Po-Chih · Chen Tien-Wen | 3:08.66  |
| Marcha atlética 10 km       | Bai Liansheng · China        | 45:47.61 | Sin Il-Yong Coreia do Sul                                                 | 46:06.06 | Tsuyoshi Suzuki · Japão                                                     | 46:21.59 |
| Salto em altura             | Koji Ishii · Japão           | 2.22 m   | Naoyuki Daigo · Japão                                                     | 2.19 m   | Li Baibing · China                                                          | 2.19 m   |
| Salto à vara                | Xu Gang · China              | 5.20 m   | Kim Do-Kyun Coreia do Sul                                                 | 5.10 m   | Koji Hosono · Japão                                                         | 5.10 m   |
| Salto em comprimento        | Abdul Rahman Al-Nubi · Catar | 7.68 m   | Gao Zhaoting · China                                                      | 7.65 m   | Chiu Chin-Ching · Taipé Chinesa                                             | 7.53 m   |
| Salto triplo                | Zhao Zongming · China        | 16.45 m  | Mohamed Adam Mohamed · Arábia Saudita                                     | 16.10 m  | Sergey Bochkov · Azerbaijão                                                 | 15.77 m  |
| Arremesso de peso           | Liu Yu · China               | 17.14 m  | Navpreet Singh · Índia                                                    | 16.16 m  | Paramdeep Singh · Índia                                                     | 15.89 m  |
| Arremesso de disco          | Yan Xiaoming · China         | 53.64 m  | Abdullah Al-Shammari · Arábia Saudita                                     | 52.48 m  | Lu Ming-Chung · Taipé Chinesa                                               | 48.12 m  |
| Lançamento do martelo       | Mei Kun · China              | 63.00 m  | Rupinder Singh Pal · Índia                                                | 59.44 m  | Kazuhito Yoshima · Japão                                                    | 57.84 m  |
| Lançamento do dardo         | Yu Nam-Sung Coreia do Sul    | 72.66 m  | Yukifumi Murakami · Japão                                                 | 71.18 m  | Gu Yong-Hoe Coreia do Sul                                                   | 69.92 m  |
| Decatlo                     | Zhao Lei · China             | 6870 pts | Liu Jun · China                                                           | 6784 pts | Vitaliy Smirnov · Uzbequistão                                               | 6683 pts |

### Feminino
| Evento                     | Ouro                                                                            | Ouro     | Prata                                                                   | Prata    | Bronze                        | Bronze   |
| -------------------------- | ------------------------------------------------------------------------------- | -------- | ----------------------------------------------------------------------- | -------- | ----------------------------- | -------- |
| 100 metros                 | Chen Shu-Chuan · Taipé Chinesa                                                  | 11.70    | Chen Haiyan · China                                                     | 11.80    | Yang Xiaoyu · China           | 11.83    |
| 200 metros                 | Chen Shu-Chuan · Taipé Chinesa                                                  | 23.47    | Chen Haiyan · China                                                     | 23.91    | Tomomi Suzuki · Japão         | 23.96    |
| 400 metros                 | Chen Yuxiang · China                                                            | 53.10    | Li Rui · China                                                          | 54.67    | Lee Ya-Hui · Taipé Chinesa    | 54.68    |
| 800 metros                 | Lang Yinglai · China                                                            | 2:02.66  | Lee Ya-Hui · Taipé Chinesa                                              | 2:05.11  | Reina Sasaki · Japão          | 2:07.24  |
| 1.500 metros               | Lang Yinglai · China                                                            | 4:18.31  | Cui Yuying · China                                                      | 4:20.24  | Kazuko Kanno · Japão          | 4:21.18  |
| 3.000 metros               | Lan Lixin · China                                                               | 9:10.17  | Yin Lili · China                                                        | 9:10.26  | Yoshiko Watanabe · Japão      | 9:26.76  |
| 5.000 metros               | Yin Lili · China                                                                | 16:34.67 | Lan Lixin · China                                                       | 16:34.90 | Sunita Rani · Índia           | 16:48.60 |
| 100 metros com barreiras   | Jiang Jinchun · China                                                           | 13.53    | Xu Jia · China                                                          | 14.14    | Yang Li-Chuan · Taipé Chinesa | 14.14    |
| 400 metros com barreiras   | Li Yulian · China                                                               | 58.09    | Li Rui · China                                                          | 58.60    | Chou Ya-Chun · Taipé Chinesa  | 59.62    |
| Revezamento 4 x 100 metros | Taipé Chinesa · Wang Kuo-huei · Hung Siu-Ting · Tseng Lan-Ying · Chen Shu-Chuan | 45.47    | Índia · J. Abraham · Vinita Tripathi · Sathi Geetha · Saraswati Dey     | 45.89    | Japão                         | 46.05    |
| Revezamento 4 x 400 metros | China                                                                           | 3:39.24  | Taipé Chinesa · Lo Tsui-Huan · Chou Ya-Chun · Lee Yi-Chuan · Lee Ya-Hui | 3:45.54  | Índia                         | 3:46.39  |
| Marcha atlética 5 km       | Wang Yuntao · China                                                             | 21:45.24 | Xu Aihui · China                                                        | 22:40.54 | Takako Terui · Japão          | 23:23.41 |
| Salto em altura            | Tatyana Efimenko · Quirguistão                                                  | 1.77 m   | Jeong Mi-Jung Coreia do Sul                                             | 1.74 m   | Yuko Ono · Japão              | 1.74 m   |
| Salto em comprimento       | Wang Kuo-huei · Taipé Chinesa                                                   | 6.56 m   | Guo Chunfang · China                                                    | 6.41 m   | Lu Ting-Fang · Taipé Chinesa  | 6.01 m   |
| Salto triplo               | Li Jiahui · China                                                               | 14.23 m  | Wang Kuo-huei · Taipé Chinesa                                           | 13.26 m  | Anna Tarasova · Cazaquistão   | 12.99 m  |
| Arremesso de peso          | Qian Chunhua · China                                                            | 16.43 m  | Sumi Ichioka · Japão                                                    | 15.10 m  | Li Min · China                | 14.50 m  |
| Arremesso de disco         | Song Aimin · China                                                              | 55.84 m  | Ma Shuli · China                                                        | 54.84 m  | Jang Bok-Shim Coreia do Sul   | 48.80 m  |
| Lançamento do dardo        | Liang Lili · China                                                              | 58.92 m  | Park Ho-hyun Coreia do Sul                                              | 54.48 m  | Lee Nam-Kyong Coreia do Sul   | 51.32 m  |
| Heptatlo                   | Irina Naumenko · Cazaquistão                                                    | 5099 pts | Wassana Winatho · Tailândia                                             | 4933 pts | Eri Yamamoto · Japão          | 4812 pts |

## Quadro de medalhas
| Ordem | País                   | Ouro | Prata | Bronze |     |
| 1     | China                  | 24   | 16    | 3      | 43  |
| 2     | Japão                  | 5    | 4     | 18     | 27  |
| 3     | Coreia do Sul          | 5    | 4     | 3      | 12  |
| 4     | Taipé Chinesa          | 4    | 4     | 7      | 15  |
| 5     | Catar                  | 1    | 3     | 0      | 4   |
| 6     | Cazaquistão            | 1    | 0     | 1      | 2   |
| 7     | Quirguistão            | 1    | 0     | 0      | 1   |
| 8     | Arábia Saudita         | 0    | 4     | 0      | 4   |
| 9     | Índia                  | 0    | 3     | 4      | 7   |
| 10    | Tailândia              | 0    | 2     | 2      | 4   |
| 11    | Emirados Árabes Unidos | 0    | 1     | 0      | 1   |
| 12    | Azerbaijão             | 0    | 0     | 1      | 1   |
| 13    | Indonésia              | 0    | 0     | 1      | 1   |
| 14    | Uzbequistão            | 0    | 0     | 1      | 1   |
| Total | Total                  | 41   | 41    | 41     | 123 |